# Хардисти (Алберта)
Хардисти (енгл. Hardisty) је малено насеље са статусом варошице у источном делу канадске провинције Алберта. Налази се на реци Бетл око 111 км западно од провинцијске границе са Саскачеваном, у оквиру статистичке регије Централна Алберта. 
Насеље је основано 1906. а име је добило у част канадског сенатора Ричарда Хардистија (1881—1889), а службени статус вароши добило је 1911. године. Настао је као и многа насеља тог времена паралелно са железницом која је пролазила кроз тај крај. 
Према резултатима пописа становништва из 2011. у варошици је живело свега 639 становника у 366 домаћинстава што је за 15,9% мање у односу на попис из 2006. када је регистровано 760 становника. По броју становника међу најмањим је насељима са статусом варошица у провинцији Алберта. 
Поред пољопривреде која је важна привредна грана целе области, важан извор прихода насеља је и нафта јер у близини вароши се налази велико складиште сирове нафте која се одатле путем нафтовода транспортује ка рафинеријама. 
Око 6,5 км југозападно од вароши налази се малени аеродром са асфалтном полетно-слетном стазом дугом 904 метра.

## Становништво
| 2006. | 2011. |
| ----- | ----- |
| 760   | 639   |